# エンダーベリー島
座標: 南緯3度08分 西経171度05分 / 南緯3.133度 西経171.083度
エンダーベリー島（Enderbury Island）は、太平洋のキリバス共和国に属するフェニックス諸島にある面積1.6km2の珊瑚礁の島。かつてはカントン島と共に、イギリスとアメリカの共同管理地だった。現在は無人島となっている。
1823年にイギリスの捕鯨船のジェームズ・コフィンに発見され、ロンドンの捕鯨商人サミュエル・エンダーベリーの名に因んでエンダーベリー島と名付けられた。19世紀にグアノ鉱山のためにアメリカ合衆国が島の所有を要求した。1877年にアメリカは島を放棄するが、イギリスのグアノ会社が後を引き継いだ。1938年にアメリカのフランクリン・ルーズベルト大統領が近くのカントン島と共にエンダーベリー島をアメリカの管理地として宣言し、アメリカ沿岸警備隊が島にキャンプを設立し駐留した。1939年以降の50年間はイギリスとの共同管理地となる。
海鳥の生息地であり、多数の種が生息する。